# یوری ناویان
یوری لیودویگی ناوُیان (ارمنی: Յուրի Լյուդվիգի Նավոյան؛ زادهٔ ۱۹۶۹) یک سیاستمدار، فعال و دانشمند علوم سیاسی اهل ارمنستان است.

## زندگی‌نامه
وی در ۱۹۶۹  به دنیا آمد و از دانشکده تاریخ دانشگاه دولتی ایروان فارغ‌التحصیل گشت. وی برنده جوایزی همچون مدال موسس خورناتسی است.